# Tamer Hassan
Tamer Hassan, född 18 mars 1968 i London, är en brittisk skådespelare.
Hassan har bland annat medverkat i TV-serien Snatch. Han har även medverkat i filmerna Clash of the Titans och Blood Out.

## Filmografi (i urval)
- 2010 – Clash of the Titans
- 2011 – Blood Out
- 2017 – Snatch (TV-serie)